# Theodor Metzner

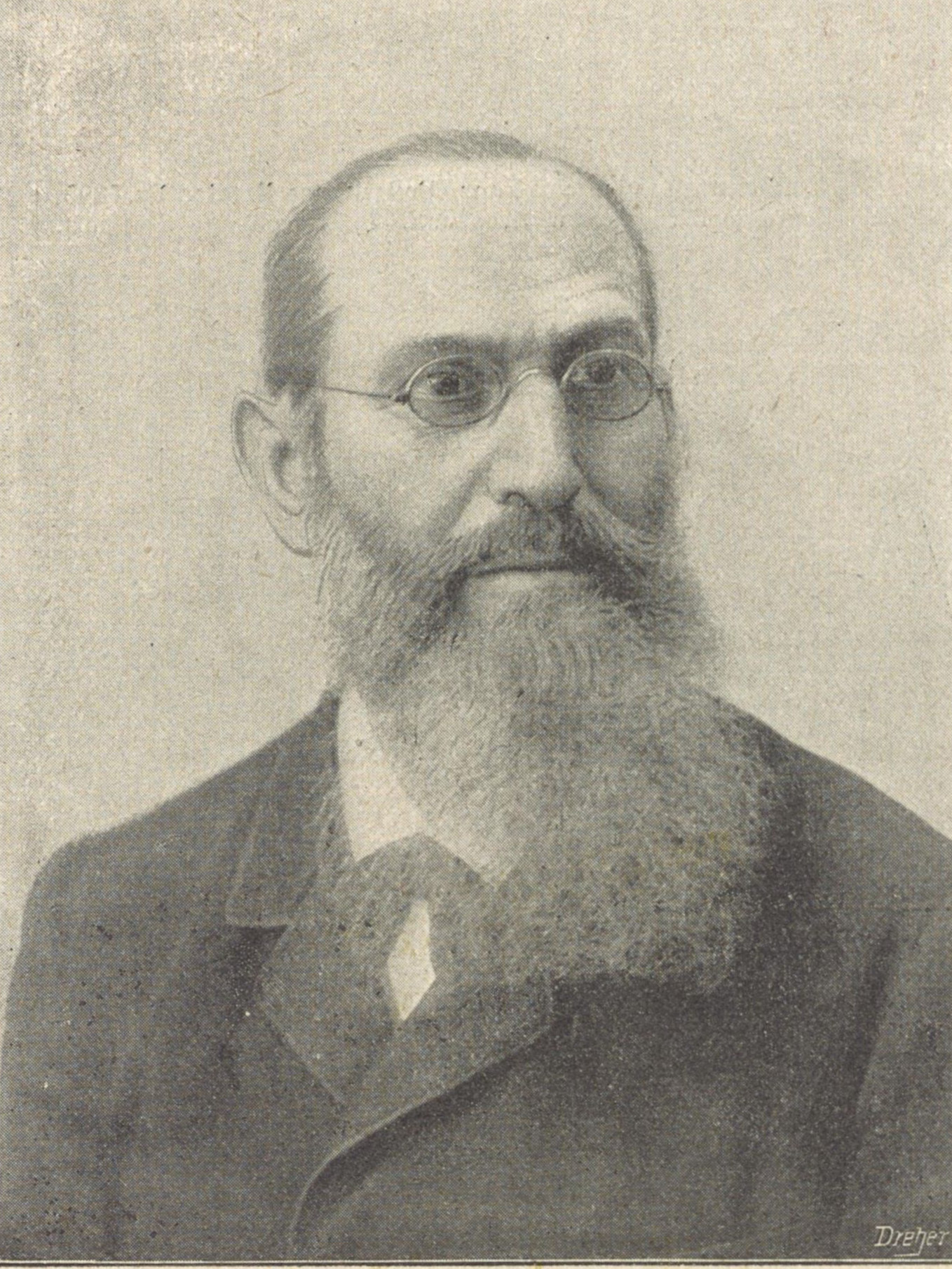
Theodor Metzner

Friedrich Karl Theodor Metzner (* 30. März 1830 in Berlin; † 20. August 1902 ebenda) war ein deutscher Schuhmacher, Politiker und Mitbegründer des Allgemeinen Deutschen Arbeitervereins und der Sozialdemokratischen Arbeiterpartei.

## Leben
Theodor Metzner war der Sohn eines Arbeiters und musste schon als Kind in einer Fabrik arbeiten. Er machte eine Schuhmacherlehre und eine sechsjährige Wanderschaft. Danach lebte er in Berlin als Schuhmacher. 1862 gehörte er zu den Begründern der Berliner Gemeinde des Allgemeinen Deutschen Arbeitervereins. 1863 wurde er auch in den Vorstand des ADAV gewählt und war zeitweilig Bevollmächtigter des Vereins für Berlin. Am 1. November 1864 lehnten Theodor Metzner und Theodor Yorck den Ausschluss von Julius Vahlteich aus dem Vorstand des ADAV ab.
Aus seiner Freundschaft mit Wilhelm Liebknecht entwickelt sich auch ein Kontakt zu Karl Marx in London. Zuerst schrieb er an Marx am 4. Dezember 1864 einen Brief.
Am 12. Januar 1862 heiratete Theodor Metzner Henriette Friederike Marie Büchler (* 23. Juli 1832) in Berlin. Am 3. März 1865 wurde der gemeinsame Sohn Alfred Friedrich Metzner geboren, der aber schon am 16. Juli 1866 verstarb.
Zu Wilhelm Liebknecht bemerkte sein Freund Sigfried Meyer: „Ich habe von V(ogt) das manifest geliehen u. abgeschrieben, den 18 brumaire habe ich auch zu lesen bekommen; ich sehne mich besonders nach der ‚heiligen Familie‘ wie, glaube ich, die philosophische Kritik der Hegelianer betitelt ist.“. Metzner schrieb mit seinen Freunden Sigfried Meyer und August Vogt am 13. November 1865 an Marx und bekannte sein „Bewußtsein der geistigen Abhängigkeit von Ihren und Engels' uns freilich nur teilweise bekannten Schriften“ und forderte ihn auf „Ehrenpräsident“ des ADAV zu werden.
Marx lehnte das Angebot ab, riet aber eine Berliner Sektion der Internationale zu gründen. Ab Januar 1866 begannen sie für die Ziele der Internationale Anhänger zu gewinnen. Metzner schrieb das Manifest ab und Freund Sigfried Meyer gab das Geld, um das Manifest der Kommunistischen Partei 1866 neu herauszugeben mit dem fingierten Druckort „London“. Metzner gehörte zur Opposition im ADAV. Im Februar 1873 wurde er in die Kontrollkommission des „Schuhmachervereins“ gewählt.

„Wahrlich! die Arbeiter aller anderen Branchen können sich dieses erhabene Werk zum Muster nehmen. (…) Möge dieser Verein denn auch den Grundstein zur endlichen Vereinigung der Arbeiter bilden.“

Er war einer der Einberufer des Eisenacher Kongresses 1869. 1870 bis 1872 nahm er an der Parteikongressen der Sozialdemokratischen Arbeiterpartei teil und wurde 1871 in den Kontrollkommission gewählt. Zwischen 1890 und 1891 war er Delegierter auf allen Parteitagen der SPD. Von 1892 bis 1994 war er sozialdemokratischer Stadtverordneter in Berlin. 1896 wurde er u. a. mit Ignaz Auer wegen „Vergehen und Übertretung strafbar nach §§ 8 und 16 der preussischen Verordnung über die Verhütung eines die gesetzliche Freiheit und Ordnung gefährdenden Missbrauchs des Versammlungs- und Vereinigungsrechtes vom 11ten März 1850, § 47 Reichsstrafgesetzbuchs“ angeklagt.
Auf dem Parteitagen der SPD 1894 in Frankfurt am Main, 1895 in Breslau, 1896 in Gotha, 1897 in Hamburg, 1899 in Stuttgart, 1900 in Mainz und 1901 in Lübeck wurde Theodor Metzner in den Parteivorstand gewählt.

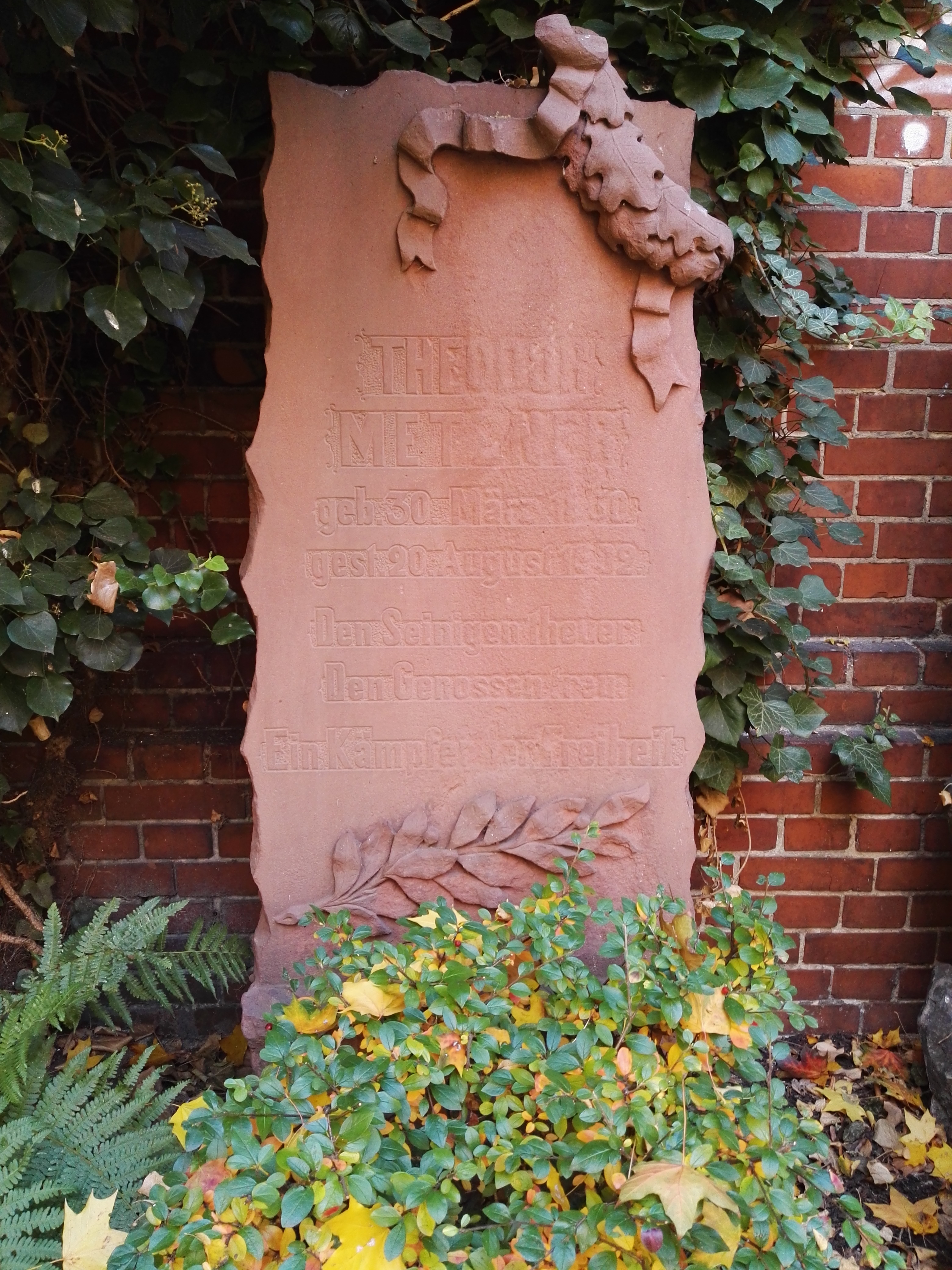
Grabstätte

Theodor Metzner starb am 20. August 1902. Seinem Sarg folgten am 24. August 1902 tausende Berliner Arbeiter. Er wurde auf dem Friedhof der Freireligiösen Gemeinde in der Pappelallee (heute ein Friedhofspark  im Ortsteil Prenzlauer Berg) beigesetzt.

## Archivalien
- Wilhelm Liebknecht Nachlass zwei Briefe von Theodor Metzner (1871-1875) IISG, Signatur 47
- Johann Philipp Becker Nachlass ein Brief von Theodor Metzner 1875 IISG Signatur D II 392
- Wilhelm Liebknecht Nachlass ein Brief von Theodor Metzner 1867 IISG Signatur 43
- Julius Motteler Nachlass Sammlung Theodor Metzner (Arbeiterverein Berlin) IISG Signatur 2684-2694